# Peter Kusnirák
Peter Kušnirák é uma astrónomo da Eslováquia.
Tem descoberto asteróides e corpos menores do sistema solar, incluindo 95 asteróides que tem descoberto sozinho e quase 200 mais que tem descoberto com outros astrónomos. A Peter Kušnirák deve-se a descoberta dos asteroides 21656 Knuth e 20256 Adolfneckar, que foram localizados na constelação de Aquarius. Executa as prospecções em vários observatórios na República Checa, trabalhando sozinho ou com outros colaboradores.